# Paradise (Montana)
Paradise (salish: čɫl̓q̓ʷe) és una concentració de població designada pel cens dels Estats Units a l'estat de Montana. Segons el cens del 2000 tenia 184 habitants.

## Demografia
Segons el cens del 2000, Paradise tenia 184 habitants, 83 habitatges, i 52 famílies. La densitat de població era de 296 habitants per km².
Dels 83 habitatges en un 26,5% hi vivien nens de menys de 18 anys, en un 45,8% hi vivien parelles casades, en un 13,3% dones solteres, i en un 37,3% no eren unitats familiars. En el 34,9% dels habitatges hi vivien persones soles el 19,3% de les quals corresponia a persones de 65 anys o més que vivien soles. El nombre mitjà de persones vivint en cada habitatge era de 2,22 i el nombre mitjà de persones que vivien en cada família era de 2,85.
Per edats la població es repartia de la següent manera: un 25% tenia menys de 18 anys, un 5,4% entre 18 i 24, un 21,7% entre 25 i 44, un 27,7% de 45 a 60 i un 20,1% 65 anys o més.
L'edat mediana era de 42 anys. Per cada 100 dones de 18 o més anys hi havia 84 homes.
La renda mediana per habitatge era de 18.750 $ i la renda mediana per família de 21.250 $. Els homes tenien una renda mediana de 22.500 $ mentre que les dones 13.750 $. La renda per capita de la població era de 9.405 $. Aproximadament el 12,5% de les famílies i el 15,7% de la població estaven per davall del llindar de pobresa.

## Poblacions més properes
El següent diagrama mostra les poblacions més properes.